# Governo Kiesinger
Il governo Kiesinger è stato l'ottavo governo della Repubblica Federale Tedesca, in carica dal 1º dicembre 1966 al 21 ottobre 1969 durante la 5ª legislatura del Bundestag.
Il governo, con Kurt Georg Kiesinger come cancelliere, era sostenuto da una "Große Koalition" composta dall'Unione Democratico Cristiana (CDU) e dal Partito Socialdemocratico di Germania (SPD).
Il governo si formò nell'ottobre 1966 dopo le dimissioni dei ministri liberaldemocratici dal governo Erhard II; la CDU/CSU, per evitare le elezioni anticipate, formò una coalizione di governo con i rivali storici della SPD.
I socialdemocratici entrarono per la prima volta nel governo dal 1949, con Willy Brandt vice-cancelliere e ministro degli esteri. Brandt sostituirà Kiesinger vincendo le elezioni del 1969 e formando un governo con i liberali.

## Situazione Parlamentare
| Camera    | Collocazione | Partiti                                          | Seggi     |
| --------- | ------------ | ------------------------------------------------ | --------- |
| Bundestag | Maggioranza  | CDU (202), SPD (217), CSU (49), Indipendenti (1) | 469 / 518 |
| Bundestag | Opposizione  | FDP (50)                                         | 50 / 518  |

## Composizione
| Ministero                               | Nome | Nome                                       | Partito |
| --------------------------------------- | ---- | ------------------------------------------ | ------- |
| Cancelliere federale                    |      | Kurt Georg Kiesinger                       | CDU     |
| Esteri, Vice-cancelliere                |      | Willy Brandt                               | SPD     |
| Interno                                 |      | Paul Lücke fino al 02/04/1968              | CDU     |
| Interno                                 |      | Ernst Benda                                | CDU     |
| Giustizia                               |      | Gustav Heinemann fino al 26/03/1969        | SPD     |
| Giustizia                               |      | Horst Ehmke                                | SPD     |
| Finanze                                 |      | Franz Josef Strauß                         | CSU     |
| Economia e tecnologia                   |      | Karl Schiller                              | SPD     |
| Agricoltura, alimentazione e foreste    |      | Hermann Höcherl                            | CSU     |
| Lavoro e solidarietà sociale            |      | Hans Katzer                                | CDU     |
| Difesa                                  |      | Gerhard Schröder                           | CDU     |
| Trasporti                               |      | Georg Leber                                | SPD     |
| Poste e telecomunicazioni               |      | Werner Dollinger                           | CSU     |
| Alloggi e costruzioni urbane            |      | Lauritz Lauritzen                          | SPD     |
| Rifugiati, espulsi e profughi di guerra |      | Kai-Uwe von Hassel fino al 05/02/1969      | CDU     |
| Rifugiati, espulsi e profughi di guerra |      | Heinrich Windelen dal 07/02/1969           | CDU     |
| Rapporti con la Germania Est            |      | Herbert Wehner                             | SPD     |
| Affari regionali                        |      | Carlo Schmid                               | SPD     |
| Ricerca scientifica                     |      | Gerhard Stoltenberg                        | CDU     |
| Famiglia e gioventù                     |      | Bruno Heck fino al 02/10/1968              | CDU     |
| Famiglia e gioventù                     |      | Aenne Brauksiepe dal 16/10/1968            | CDU     |
| Trasporti                               |      | Kurt Schmücker                             | CDU     |
| Sanità                                  |      | Käte Strobel                               | SPD     |
| Cooperazione economica                  |      | Hans-Jürgen Wischnewski fino al 02/10/1968 | SPD     |
| Cooperazione economica                  |      | Erhard Eppler dal 16/10/1968               | SPD     |